# Annie Kunz
Pour les articles homonymes, voir Kunz.
Annie Kunz (née le 16 février 1993 à Denver) est une athlète américaine.

## Carrière
Elle est la fille du joueur de football américain Terry Kunz (en).
Elle se classe 13e des championnats du monde 2019 à Doha avec 6 067 pts.

## Palmarès
| Date | Compétition           | Lieu  | Résultat | Épreuve    | Performance |
| ---- | --------------------- | ----- | -------- | ---------- | ----------- |
| 2019 | Jeux panaméricains    | Lima  | 2e       | Heptathlon | 5 990 pts   |
| 2019 | Championnats du monde | Doha  | 13e      | Heptathlon | 6 067 pts   |
| 2021 | Jeux olympiques       | Tokyo | 6e       | Heptathlon | 6 420 pts   |